# Мармазов, Василий Евгеньевич
Василий Евгеньевич Мармазов (укр. Василь Євгенович Мармазов; род. 20 января 1962, Донецк) — украинский государственный деятель, юрист, дипломат, Чрезвычайный и Полномочный Посол Украины в Республике Корея (2011—2017). Заслуженный юрист Украины (2007), кандидат юридических наук (1995, тема диссертации — «Местное управление в Великобритании»), профессор кафедры международного права и сравнительного правоведения Киевского университета права НАН Украины. Арбитр МКАС при ТПП Украины. Государственный служащий 3-го ранга (2005). Чрезвычайный и Полномочный Посол Украины (2013).

## Биография
Родился 20 января 1962 года в Донецке.
В 1984 году окончил Киевский государственный университет имени Т. Г. Шевченко, юрист. Стажировался в Лондонской школе экономики (1993), Кембриджском (декабрь 1995 — июнь 1996, исследователь-стипендиат Британского совета), Стэнфордском (2010), Токийском университетах (2018), Международном институте прав человека (Страсбург; 2000).
В октябре-ноябре 1984 года — преподаватель-стажёр, с ноября 1984 года — аспирант, с ноября 1986 года — ассистент, с июля 1996 по 2000 год — доцент кафедры истории и теории государства и права Киевского университета им. Т. Г. Шевченко, в 1991—1993 годах — заместитель декана юридического факультета по международным связям, одновременно в 1993—2003 годах — адвокат юридической фирмы «Юрис», с июня по декабрь 1995 года — приглашенный юрист юридической фирмы «Linklaters» (Лондон), в 2001 году — юрист Секретариата Европейского суда по правам человека. В 2000—2003 годах — докторант КНУ им. Т. Г. Шевченко.
В 2000—2005 годах был членом Международного арбитражного суда при Международной торговой палате.
С 12 июля 2003 по 13 октября 2005 года — заместитель министра юстиции Украины.
В 2005—2006 годах — президент адвокатского объединения «Юрис».
С 13 декабря 2006 по 2 июня 2010 года — заместитель министра внутренних дел Украины, с 2 июня 2010 по 18 июля 2011 года — заместитель министра экономики Украины, заместитель главы Комиссии по международной торговле.
С 1 сентября 2011 по 23 января 2017 года — Чрезвычайный и Полномочный Посол Украины в Республике Корея, 25 ноября 2011 года вручил верительные грамоты Президенту Республики Корея Ли Мён Баку.
С 2018 года — профессор кафедры международного права и сравнительного правоведения Киевского университета права НАН Украины.
Соавтор монографий «Украина в политико-правовом пространстве Совета Европы» (1999), «Совет Европы: политико-правовой механизм интеграции» (2000), «Защита прав и имущественных интересов в Европейском суде по правам человека» (2001), «Методы динамического толкования Конвенции о защите прав человека и основных свобод в юриспруденции Европейского Суде по правам человека» (2002), «Европейский Суд по правам человека. Базовые материалы. Применение практики» (2003), «Assistanсe to Ukraine-EU Integration Project Expert Task Force Report» (2006).
Отец — Евгений Васильевич, бывший депутат Верховной рады Украины; мать — Тамара Леонидовна (1937), инженер-машиностроитель; жена Ольга, журналист; дочь Екатерина (2005).